# All Is Violent, All Is Bright
All Is Violent, All Is Bright – drugi album studyjny irlandzkiej grupy muzycznej God Is an Astronaut.

## Lista utworów
Wydanie z 2005 roku:
1. Fragile – 4:34
2. All Is Violent, All Is Bright – 4:14
3. Forever Lost – 6:22
4. Fireflies and Empty Skies – 3:55
5. A Deafening Distance – 3:49
6. Infinite Horizons – 2:28
7. Suicide by Star – 4:38
8. Remembrance Day – 4:16
9. Dust and Echoes – 4:13
10. When Everything Dies – 6:06
11. Disturbance – 3:43

## Twórcy
Torsten Kinsella - kompozytor, gitary, klawisze, wokal